# Юририя (муниципалитет)
Юририя (исп. Yuriria) — муниципалитет в Мексике, штат Гуанахуато, с административным центром в одноимённом городе. Численность населения, по данным переписи 2010 года, составила 70 782 человека.

## Общие сведения
Название Yuriria произошло от Yuririapúndaro, что с языка пурепеча можно перевести как кровавое место.
Площадь муниципалитета равна 666 км², что составляет 2,18 % от общей площади штата, а наивысшая точка расположена в поселении Корралес и равна 2423 метра.
Он граничит с другими муниципалитетами штата Гуанахуато: на севере с Валье-де-Сантьяго и Хараль-дель-Прогресо, на востоке с Сальватьеррой и Сантьяго-Мараватио, на юге с Урьянгато и Моролеоном, а также на юге и западе граничит с другим штатом Мексики — Мичоаканом.

## Учреждение и состав
Муниципалитет был образован в 1824 году, в его состав входит 111 населённых пунктов, самые крупные из которых:
| Код INEGI | Населённый пункт                                                                          | Численность населения (2005 год) | Численность населения (2010 год) |
| --------- | ----------------------------------------------------------------------------------------- | -------------------------------- | -------------------------------- |
| 046       | Всего                                                                                     | 63447                            | 70782                            |
| 0001      | Юририя (исп. Yuriria) (административный центр)                                            | 21708                            | 25216                            |
| 0012      | Серано (исп. Cerano) 20°06′31″ с. ш. 101°23′19″ з. д.                                     | 6077                             | 6530                             |
| 0044      | Парангарико (исп. Parangarico) 20°11′24″ с. ш. 101°09′54″ з. д.                           | 1992                             | 2316                             |
| 0075      | Касакуаран (исп. San Pablo Casacuarán) 20°12′04″ с. ш. 101°02′29″ з. д.                   | 1838                             | 2271                             |
| 0009      | Ла-Калера (исп. La Calera) 20°09′26″ с. ш. 101°20′14″ з. д.                               | 1782                             | 1849                             |
| 0029      | Лома-де-Семпоала (исп. Loma de Zempoala) 20°17′28″ с. ш. 101°04′42″ з. д.                 | 1583                             | 1800                             |
| 0076      | Осумбилья (исп. Santa Mónica Ozumbilla) 20°08′43″ с. ш. 101°16′38″ з. д.                  | 1276                             | 1586                             |
| 0068      | Сан-Франсиско-де-ла-Крус (исп. San Francisco de la Cruz) 20°12′48″ с. ш. 101°12′03″ з. д. | 1422                             | 1542                             |
| 0086      | Техокоте-де-Калера (исп. Tejocote de Calera) 20°10′51″ с. ш. 101°23′44″ з. д.             | 1329                             | 1510                             |

## Экономика
По статистическим данным 2000 года, работоспособное население занято по секторам экономики в следующих пропорциях: сельское хозяйство, скотоводство и рыбная ловля — 30,1 %, промышленность и строительство — 30,2 %, сфера обслуживания и туризма — 36,9 %, прочее — 2,8 %.

## Инфраструктура
По статистическим данным 2010 года, инфраструктура развита следующим образом:
- электрификация: 98,8 %;
- водоснабжение: 95,8 %;
- водоотведение: 86,4 %.

## Фотографии

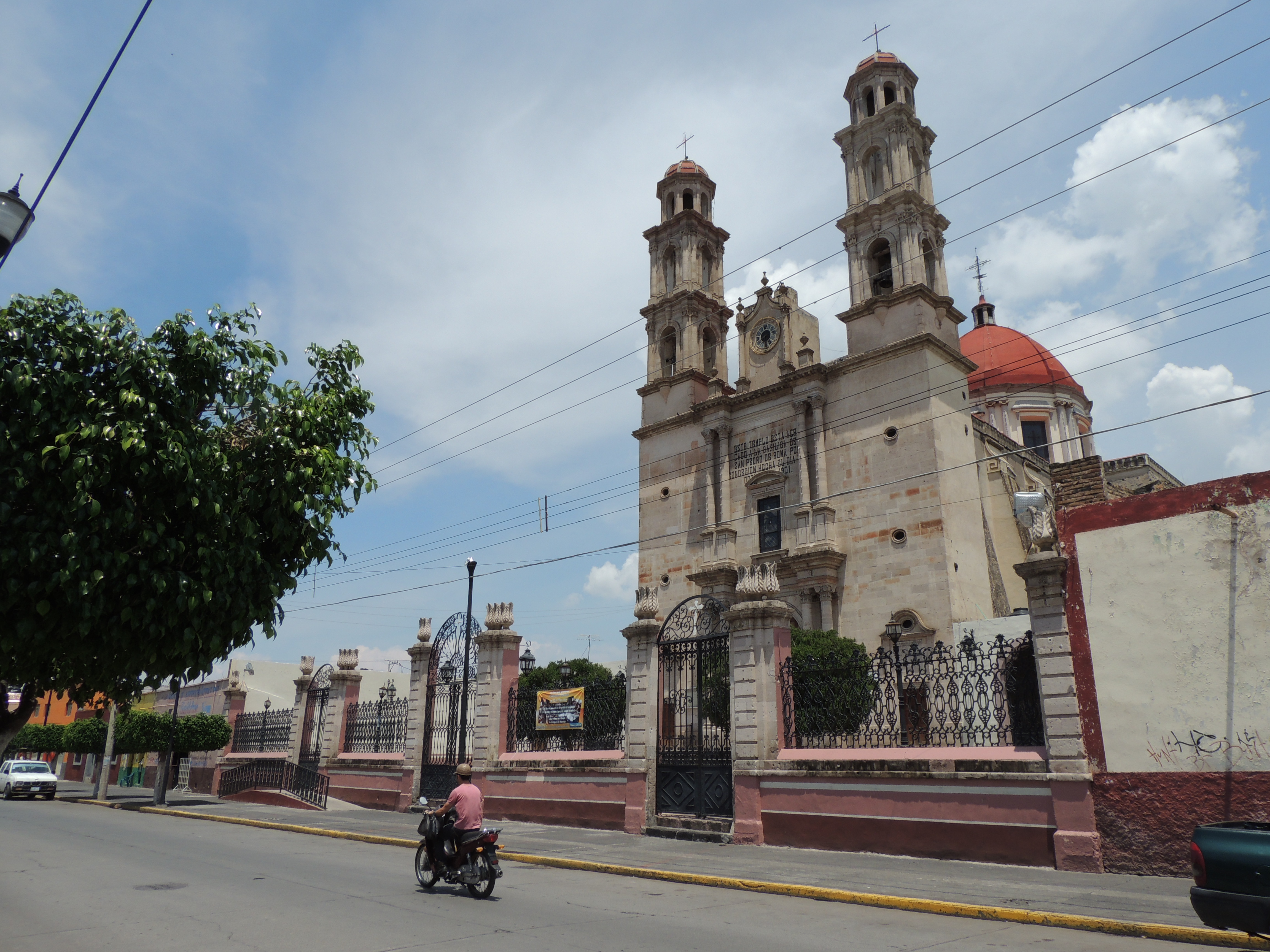
Церковь в Юририи
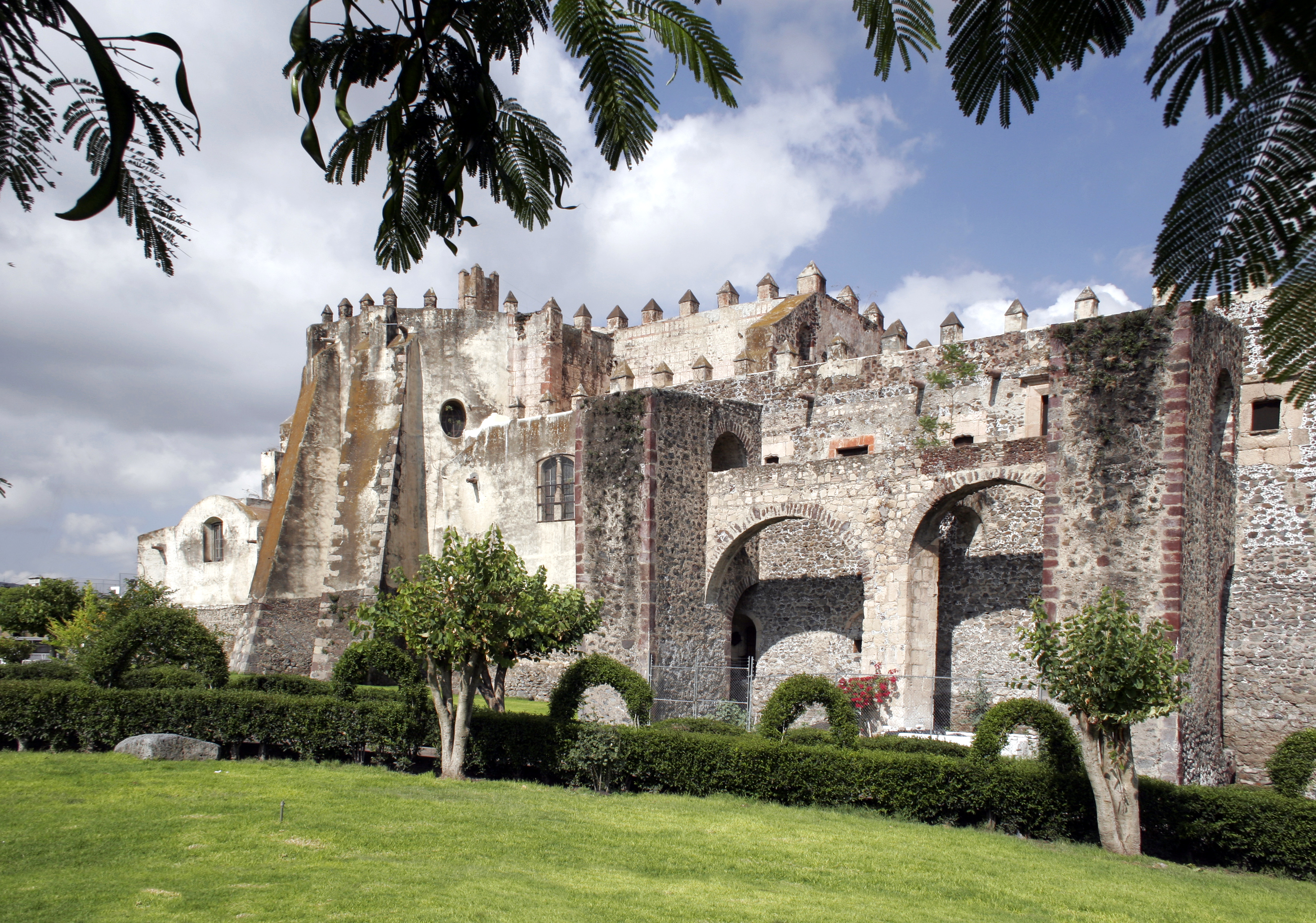
Бывший монастырь святого Августина
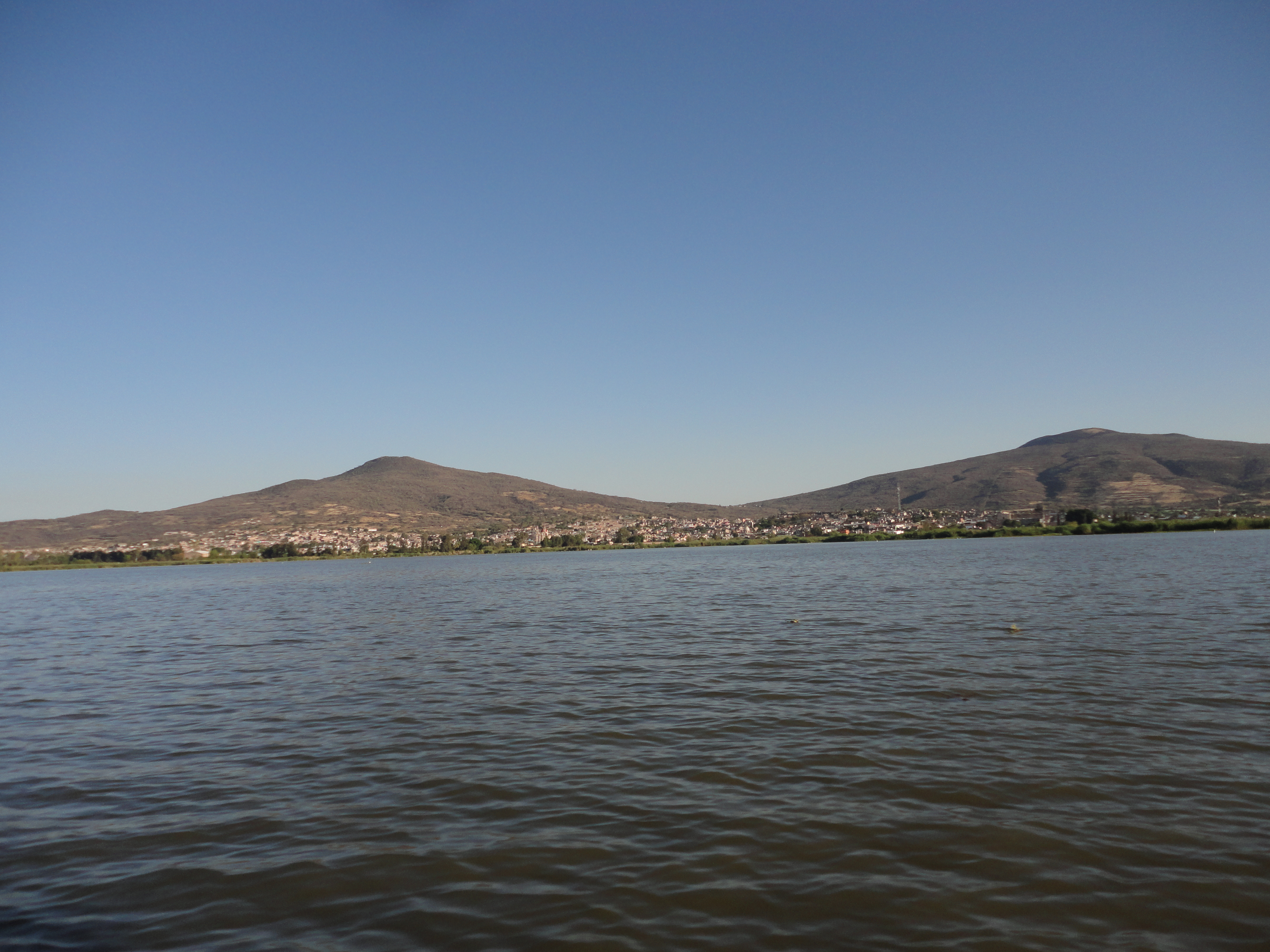
Озеро Юририя